# Mahabar
Mahabar és una serralada muntanyosa de Jharkhand, Índia, districte d'Hazaribagh que es desenvolupa d'est a oest durant uns 25 km els seus laterals són escalonats però gaire escarpats; els cims són ondulats i té una amplada mitjana d'1,5 km. L'elevació amb relació a la vall del Sakri és d'uns 500 metres i sobre el nivell de la mar d'uns 700. La cascada de Kokalkat, amb 28 metres de caiguda, es troba a la cara nord de la serralada.